# Who’s Laughing Now
Who’s Laughing Now ist die sechste Singleauskopplung der britischen Singer-Songwriterin Jessie J aus ihrem Debütalbum Who You Are. Es bezieht sich auf die Personen, welche die Sängerin als Schülerin schikanierten.

## Hintergrund
Das Lied soll laut Jessie eine Botschaft an alle darstellen, die daran gezweifelt haben, dass sie ein erfolgreicher Popstar wird. Sie sagte The Sun: „Dieses Lied bringt mich immer zum Lachen. Ich hatte so viele Personen um mich, die daran zweifelten, dass ich eine erfolgreiche Sängerin werde und dieses Lied ist mein 'Ha Ha' an sie. Wie ich schon sagte: 'Lasst die Hasser mich hassen. Für sie ist es schon viel zu spät!'“ Matthew Perpetua von der Pitchfork Media schrieb: „Das Lied richtet sich an alle, die sie schikaniert haben und an ihr gezweifelt haben, aber nun, seit Jessie J ein Superstar ist, zeigen sie alle Interesse an ihr und ihrem Erfolg.“
Außerdem sagte Jessie J zum Lied: „In der Musik geht es darum sich zu verändern, aber auch darum, dass man über sich selbst lacht. Ich denke dieses Lied erzählt eine Geschichte, durch die viele Menschen gehen mussten, und ich hoffe, dass dieses Lied das Bewusstsein und die schwerwiegende Frage von Mobbing erhöhen wird.“

## Kritik
Perpetua schrieb: „Who’s Laughing Now scheint wie ein motivierendes Lied aufzuschlagen, aber es ist so selbstverliebt und kurzsichtig, dass es schwer ist, dass eine Verbindung zwischen den Hörer und Jessie J entsteht.“ Lewis Corner von Digital Spy lobte das Lied: „Flankiert von stampfenden Hip-Hop-Beats und funkelnden Klavier-Melodien, richtet sich Ms. Cornish gegen alle, die Diva-Ambitionen besitzen.“ Caryn Ganz vom Spin-Magazin schrieb, dass Who’s Laughing Now Jessies Update von X-tinas Beautiful sei, „du kannst Jessies Power-Titel jederzeit hören.“ Johnny Dee von der Virgin Media schrieb, dass das Lied „ein brillantes Lied ist, welches sich an den Spielplatzrabauken rächt.“ Adam Markovitz von der Entertainment Weekly schrieb, „Jessies Person wird begraben unter maximalistischer Produktion und Mainstreamthemen wie Mobbing (Who’s Laughing Now).“

## Musikvideo
Das Musikvideo zu Who’s Laughing Now wurde am 10. August 2011 veröffentlicht. Es zeigt eine junge Schauspielerin, die Jessie J als Schülerin darstellt. Dort wird sie von ihren Mitschülern gemobbt. Jessie J spielt die Lehrerin, Hausmeisterin und die Lunch Lady.

## Auftritte
Jessie sang das Lied bei vielen Veranstaltungen, darunter beim Glastonbury Festival 2011 und beim Radio One Big Weekend, sowie bei Alan Carr: Chatty Man am 5. August 2011.

## Chartplatzierungen
In der Woche zum 14. August 2011 debütierte das Lied kurz nach der Veröffentlichung des Musikvideos auf Platz 37 der britischen Charts, damit ist der Titel bisher Jessies fünfter Top 40 Hit in den britischen Charts.
| ChartsChartplatzierungen     | Höchstplatzierung | Wochen |
| ---------------------------- | ----------------- | ------ |
| Vereinigtes Königreich (OCC) | 16 (16 Wo.)       | 16     |

## Auszeichnungen für Musikverkäufe
| Land/Region                  | Auszeichnungen für Musikverkäufe (Land/Region, Auszeichnung, Verkäufe) | Verkäufe |
| ---------------------------- | ---------------------------------------------------------------------- | -------- |
| Brasilien (PMB)              | Platin                                                                 | 60.000   |
| Vereinigtes Königreich (BPI) | Silber                                                                 | 200.000  |
| Insgesamt                    | 1× Silber · 1× Platin ·                                                | 260.000  |

Hauptartikel: Jessie J/Auszeichnungen für Musikverkäufe